# Chilliwack River Park
Chilliwack River Park är en park i Kanada.   Den ligger i provinsen British Columbia, i den södra delen av landet, 3 500 km väster om huvudstaden Ottawa. Chilliwack River Park ligger 174 meter över havet.
Terrängen runt Chilliwack River Park är bergig åt sydost, men åt nordväst är den kuperad. Närmaste större samhälle är Chilliwack, 10,5 km nordväst om Chilliwack River Park.
I omgivningarna runt Chilliwack River Park växer i huvudsak blandskog. Runt Chilliwack River Park är det mycket glesbefolkat, med 5 invånare per kvadratkilometer.